# Philipp Bonadimann
Philipp Bonadimann (* 24. Juli 1980 in Feldkirch, Vorarlberg) ist ein ehemaliger österreichischer Behindertenskisportler. Im Alpinen Skisport für Rollstuhlfahrer (Monoskibob) holte er zwei Bronzemedaillen und eine Silbermedaille bei Paralympischen Spielen, er ist zweifacher Weltmeister und Gesamt-Weltcupsieger.

## Unfall und beruflicher Werdegang

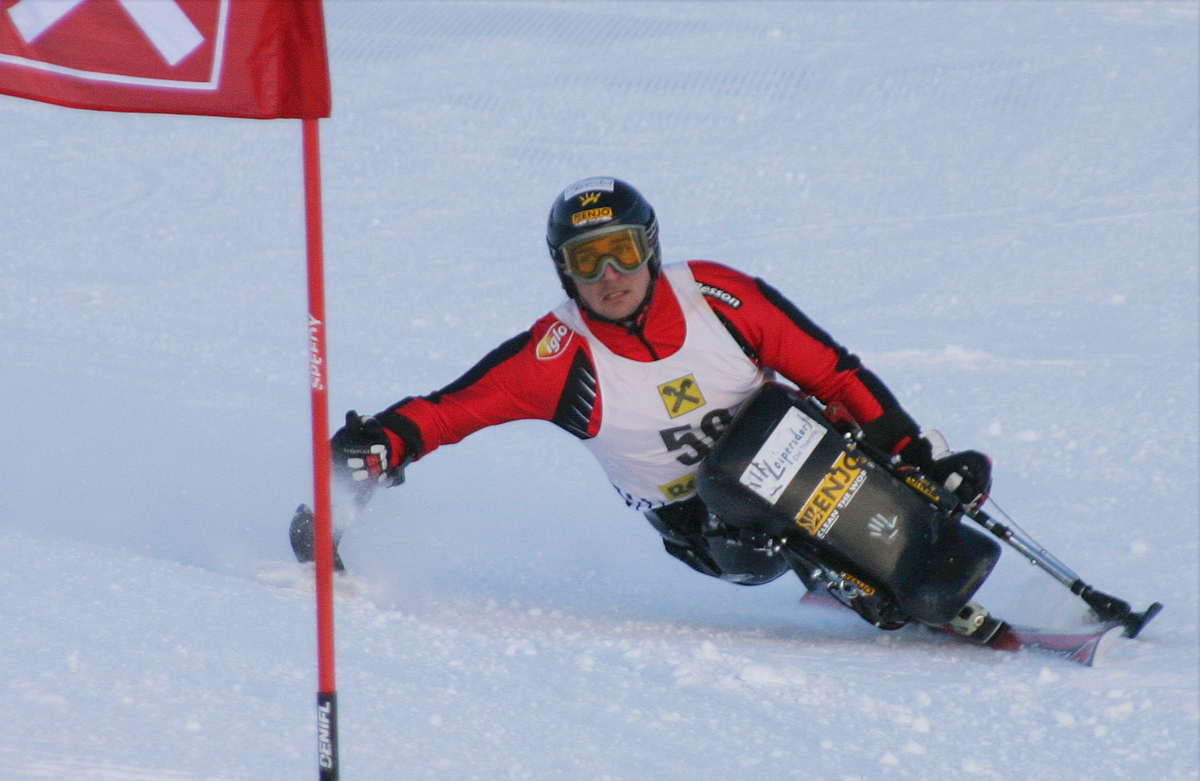
Philipp Bonadimann 2009

Philipp Bonadimann verletzte sich im Alter von 17 Jahren bei einem Sturz mit einem Kleinmotorrad. Eine Fraktur des 11. und 12. Brustwirbels wurde diagnostiziert und führte zu einer Querschnittlähmung. Im Rollstuhl setzte er seine Ausbildung an der Bundeshandelsakademie und Bundeshandelsschule Bregenz fort. Nach der Matura absolvierte er an der Fachhochschule Vorarlberg den Studiengang für Betriebliches Projekt- und Prozessmanagement. Seit 2007 arbeitet er bei der Österreichischen Gesundheitskasse. Auch im Behindertensport widmen sich im Zuge einer zunehmenden Professionalisierung die meisten Top-Athleten ausschließlich dem Training und der Wettkampfvorbereitung – Philipp Bonadimann zählte zu den wenigen Behindertensportlern der Weltspitze, die neben dem Leistungssport beruflich in Vollzeit tätig sind.

## Karriere
Philipp Bonadimann stieg 2003 im Rollstuhlclub Vorarlberg ein. Ab 2005 fuhr er im Europacup, die Europacup-Bilanz umfasst 20 Podestplätze:
- 7 Einzelsiege
- 9 zweite Ränge
- 4 dritte Ränge
- einmal Europacup-Gesamtsieger
- Gesamt-Europacup-Disziplinensiege im Slalom und der Super-Kombination.

Das Weltcup-Debüt erfolgte 2008. In den Jahren 2011 und 2012 siegte er in der Slalom-Weltcupwertung, 2011 gewann er den Gesamtweltcup. Die größten Erfolge verbuchte er bei den Paralympics 2010 mit zwei Bronzemedaillen sowie bei der WM 2013 in La Molina mit zweimal Gold sowie einer Bronzemedaille. Weiters holte er 15 Staatsmeistertitel sowie dreimal nationales Silber und zweimal Bronze.

## Handbike, USA und Australien-Durchquerung

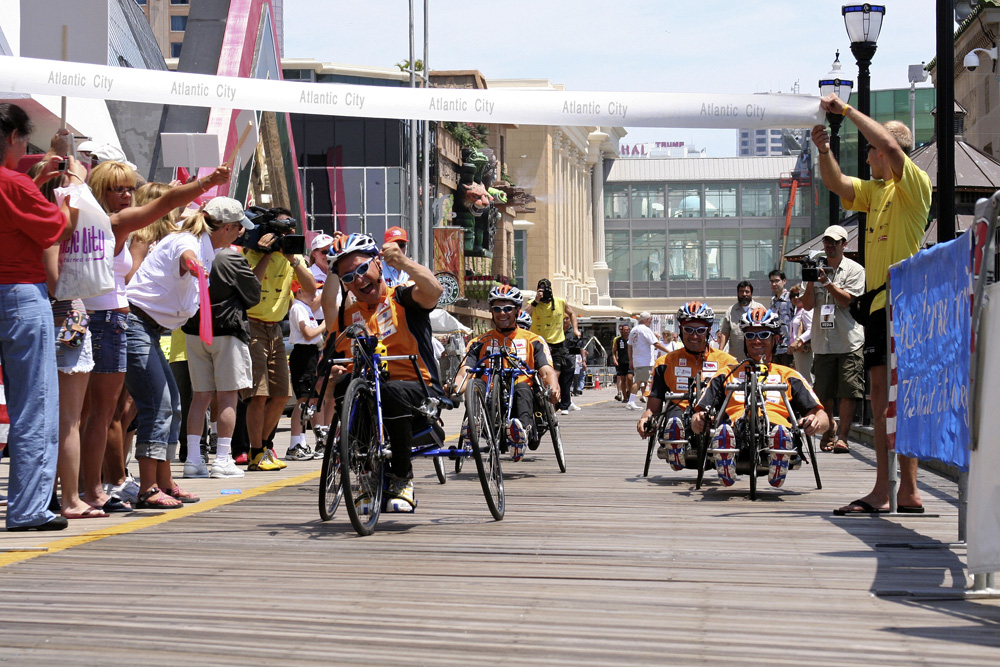
Das Handbike-Team im Ziel des Race Across Amerika 2006 in Atlantic City

Im Jahr 2006 beteiligte sich ein sechsköpfiges Handbike-Team des Rollstuhlclubs Vorarlberg mit Thomas Bechter, Philipp Bonadimann, Jürgen Egle, Hubert Kilga, Klaus Salzmann, Wolfgang Wimmer und Bernd Piendl (Ersatz) am Race Across America. Gefahren wurde rund um die Uhr mit zwei Teams. Jedes Team bestand aus drei Sportlern, einem Following-Car, das sich permanent hinter dem Sportler befand, sowie einem Wohnmobil mit Anhänger als Basisstation. Während sich immer nur ein Sportler auf der Strecke befand, regenerierten sich die beiden anderen im Wohnmobil. Die Sportler wechselten nach einer Stunde Fahrtzeit. Das sechsköpfige Rollstuhlteam bezwang die Strecke mit 4.912 Kilometern und 33.440 Höhenmetern in 10 Tagen 0 Stunden und 12 Minuten.
2010 durchquerte ein Team des Rollstuhlclubs Vorarlberg mit Thomas Bechter, Philipp Bonadimann, Jürgen Egle und Wolfgang Wimmer Australien auf der Strecke von Perth nach Sydney. Die Renndistanz von 4.032 Kilometern und 13.072 Höhenmetern wurde in 6 Tagen, 10 Stunden und 42 Minuten bewältigt. Dieser Rekord wurde im Guinness-Buch der Rekorde des Jahres 2012 dokumentiert.
Er ist heute als Trainer tätig und betreut z. B. die Monoskibobfahrerin Heike Eder oder Maximilian Taucher. 

## Ehrungen
- fünfmal Vorarlberger Sportler des Jahres (Kategorie Behindertensport), 2010, 2011, 2012, 2013, 2014
- Goldenes Sport-Ehrenzeichen des Landes Vorarlberg
- Großes Goldenes Ehrenzeichen des ÖSV
- Goldenes Ehrenzeichen des Vorarlberger Schiverbandes
- Silbernes Ehrenzeichen für Verdienste um die Republik Österreich